# Kökstidningen
Kökstidningen var Sveriges första mattidning som utkom 1851 i Göteborg. Redaktör var norrmannen Peter Christian Petersen, 1804−1867.